# Franciscus Bossinensis
Franciscus Bossinensis   (Bòsnia, 1485 (Gregorià) - 1535 (Gregorià)) fou un compositor i llaütista del Renaixement, actiu a Venècia i al voltant de principis del segle xvi.

## Biografia
No se sap res de Bossinensis, país d'origen i es va formar el lloc: no se sap si és de Croàcia o Bòsnia. Alguns experts el consideren com croat, com Josip Andreis, que escriu en el seu llibre Música a Croàcia (1974): Els ricercars de Bossinensis també són importants com el primer exemple conegut de la música instrumental publicada composta per un artista croat. Altres experts consideren Bossinensis com Bòsnia tals Zija Kučukaliċ que va escriure, la persona més interessant en aquest període de la música de Bòsnia va ser Franjo Bosanac (Franciscus Bossinensis) o Plamenac Dragutin, que se suposava que Bossinensis originalment un franciscà de Bòsnia, el músic de la cort del rei de Bòsnia.
Ennio Stipčeviċ, finalment, combina els dos punts de vista: La hipòtesi que Francis el bosnià - com el seu nom apareix a la literatura de referència - va ser un bosnià croat és molt plausible. Bojan Bujic re formula de la següent manera: Podem suposar que va ser l'onada de refugiats bosnians que es va establir a Dalmàcia i Itàlia al final del segle xv.
Carrera
Malgrat els seus orígens eslaus, Franjo Bosanac (que només va utilitzar la forma llatina del seu nom, Franciscus Bossinensis) pertany clarament a la història de la música renaixentista del nord d'Itàlia per la seva activitat a Venècia i pel paper que va interpretar a la casa editorial de l'editorial veneciana Ottaviano Petrucci. Va ser contractat per Petrucci per transcriure centenars de rubol (cançons polifòniques populars) que Petrucci ja havia publicat en la seva forma original i per organitzar la veu en solitari i l'acompanyament de llaüt.
En 1509 i 1511, va publicar dues col·leccions de música per a llaüt, que estan entre els primers llibres impresos història de la música de llaüt, publicat per Ottaviano Petrucci, just després de les col·leccions de Francesco Spinacino (dos llibres en 1507), de Joan Ambrosio Dalza (1508) i Giovan Maria Giudeo (1508) (perduts).

## Obres
Les col·leccions de Bossinensis, ambdues titulades Tenori i contrabassi intabulati sopran col in canto figurat per cantar i sonar col lauto, són les primeres edicions conegudes per al cant i el llaüt.
Aquestes col·leccions inclouen 126 frottole, chansonnettes 4 Bossinensis veu i altres compositors com Marchetto Cara i B. Trombocino 14, 15, que Bossinensis Transcrit sola veu i que afegeix llaüt acompanyament, i 46 15 curts ricercars, petites peces per a llaüt en solitari destinat a ser jugat abans o després dels cants.

## Discografia
- Ronn McFarlane i Julianne Baird: La cançó de llaüt italià - Segell de Dorian Sono Luminus (1996)
- Christopher Wilson i Shirley Rumsey: Early Venetian Lute Music - Segell de Naxos (1999)
- Massimo Marchese i Teresa Nesci: Petrarca ed il cantare a liuto - Segell Tactus (2004)